# Hirsch (släkt)
Ordet Hirsch kommer från tyskan och betyder "djur med hornbeklädnad". Detta syftar på kronhjorten (Cervus Elaphus). I många kulturer runt om i världen förekommer hjorten inom mytologi och kultur. I kristen mytologi förekommer hjorten bland annat med helgonen Hubertus och Eustachius (båda med ett krucifix mellan hornen). 
Hirsch är ett vanligt tyskt efternamn (plats 234 enligt forebears.io). Namnet är vanligast i Tyskland men återfinns över hela världen. 
I Sverige finns flera olika släkter som bär namnet Hirsch utan inbördes koppling. Den förmodade äldsta och mest kända släkten i Sverige härstammar från hertigdömet Mecklenburg-Strelitz.
Släkten invandrade till Sverige 1792 genom industriidkaren David Hirsch (1741–1811) vars tre söner blev stamfäder för släkten Hirschs tre grenar. David Hirschs dotter Beata Hirsch (1782–1838) blev stammoder för släkten Schück.

## Släktträd
- David Hirsch (1741—1811), flyttade 1792 till Stockholm, där han 1801 fick tillstånd att anlägga ett kattuntryckeri vilket kom att bli stadens största.
  - Hirsch Davidson Hirsch (1770–1844), övertog och drev faderns kattuntryckeri i Stora Fågelsången och drev även sockerbruk med mågen Julius Mendelsohn.
  - Meyer David Hirsch (1772–1833), mästare vid faderns kattunfabrik och i kompanjonskap med sin yngre bror.
  - Isaak David Hirsch (1776–1843), drev tillsammans med sin äldre bror Meyer faderns kattuntryckeri vidare och grundade även ett sockerbruk.
    - Sara Hirsch (1803–1868), gift med Mauritz Philipson, grosshandlare i Norrköping.
      - John Philipson (1829–1899), grosshandlare, konsul, kommunalpolitiker, riksdagsman och filantrop. Make till Göthilda Magnus från Göteborgssläkten Magnus.
      - Carl David Philipson (1827–1899), konsul och direktör för Holmens bruks och fabriks AB.

    - Simon Hirsch (1809–1888), grosshandlare och sidenfabrikör i Stockholm.
      - Moritz Hirsch (1840–1926), grundade och drev en klädesbutik i Norrbrobasaren.
        - Frank Hirsch (1871–1952), industriman som bl.a. var verkställande direktör på AB Svenska Maskinverken 1917–1919 och som tillsammans med sin bror 1929 grundade AB Industricentralen i Stockholm.
        - Erik Hirsch (1872–1946), industriman som bland annat grundade AB Pump-Separator 1903, för vilket han därefter var styrelseledamot och verkställande direktör.
          - Ernst Hirsch (1916–2016), arkitekt som tillsammans med Axel Grönwall drev arkitektkontoret Grönwall & Hirsch.
          - Margot Höjering (1920–2013), förlagschef och syster till Greta Hirsch som var gift med Erik Wästberg.

      - Isaak Hirsch (1843–1917), affärsman och byggmästaren som bl.a. lät uppföra flera fastigheter på Sveavägen och Vasagatan i Stockholm samt i Sundsvall efter stadsbranden 1888. Isaak Hirsch grundade även Stiftelsen Isaak Hirschs minne.
      - Oscar Hirsch (1847–1931), ingenjör och filantrop som grundade flera stiftelser.
        - Axel Hirsch (1879–1967), filantrop, socialpolitiker, folkbildare och konstmecenat i Stockholm

      - Betty Hirsch (1842-1906), gift med bankdirektören Herman Meyerson. 
        - Gerda Meyerson (1866–1929), filantrop och författare som bland annat var med och grundade Föreningen Hemmet för arbeterskor.
        - Agda Meyerson (1866–1924), sjuksköterska och bland annat vice ordförande i Svensk sjuksköterskeförening.

    - Sofi Hirsch (1806–1867), gift med Adolf Bonnier.
    - Abraham Hirsch (1815–1900), musikförläggare och musikhandlare i Stockholm.
      - Otto Hirsch (1858–1945), musikförläggare, bokhandlare och företagsledare som bland annat drev Nordiska Bokhandeln.
      - Hanna Pauli (1864–1940), konstnär som gifte sig med Georg Pauli.

    - Adolf Hirsch (1816–1866), ogift konstnär som inriktade sig på landskapsmålning.

  - Beata Hirsch (1782–1838), gifte sig med Heyman Schück som invandrat från Zülz och blev stammor för släkten Schück.